# Charmaine Pereira

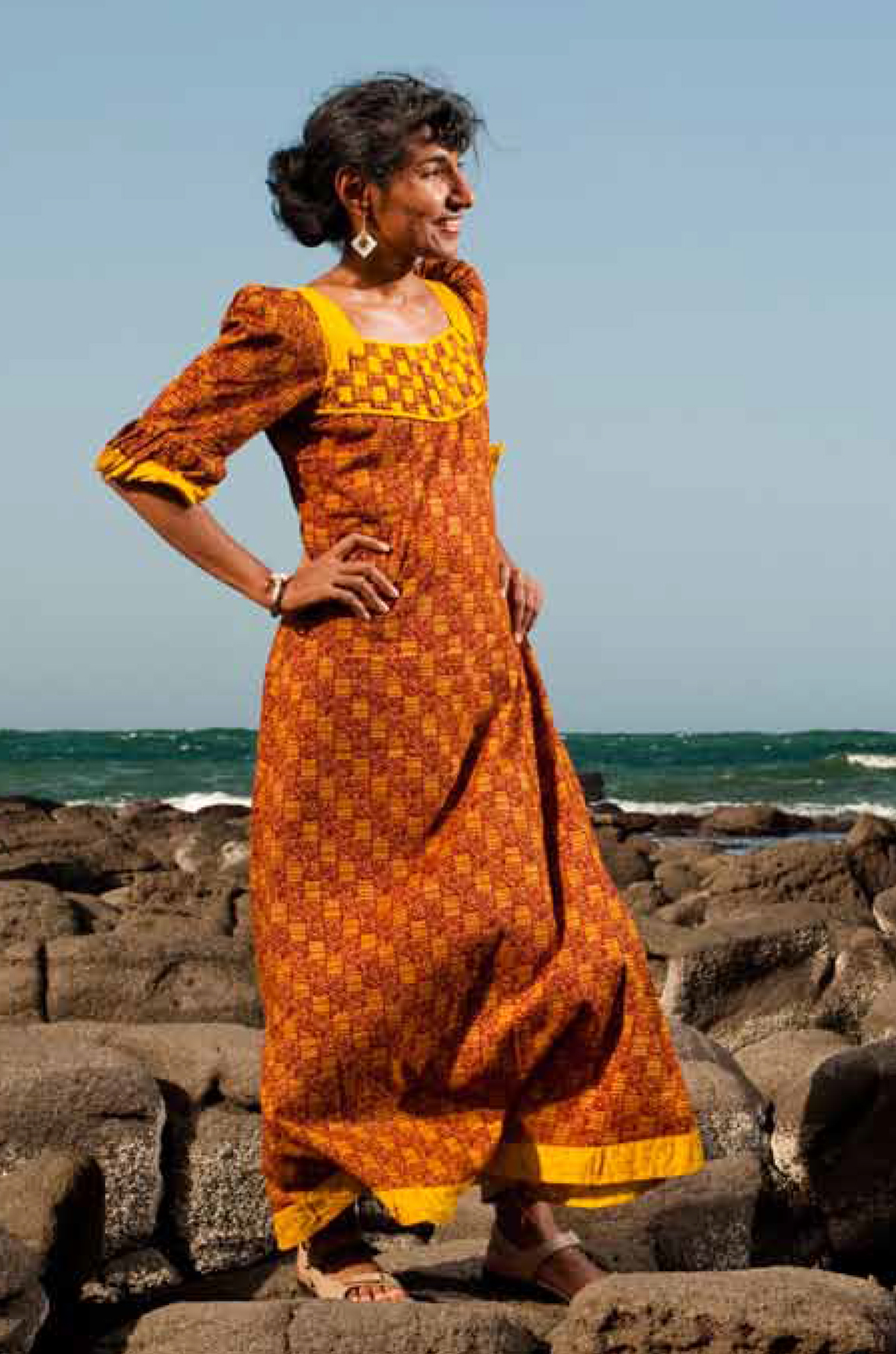

Charmaine Pereira là một nhà văn và học giả nữ quyền ở Abuja, Nigeria. Công việc của cô tập trung vào tư tưởng nữ quyền, tình dục, giáo dục giới tính, và xã hội dân sự và nhà nước. Pereira cũng là điều phối viên của Sáng kiến Nghiên cứu Phụ nữ ở Nigeria. Cô là thành viên của Tapestry Consulting, một tổ chức tìm cách tạo ra sự bình đẳng giới ở nơi làm việc ở Châu Phi.

## Tiểu sử
Năm 1991, Pereira nhận bằng tiến sĩ. Tâm lý học giáo dục từ Đại học Mở.
Năm 2004, Charmaine Pereira đồng biên tập Phụ nữ bị cắt xén: Phương pháp nghiên cứu định tính về tình dục và giới ở châu Phi với Jane Bennett.
Pereira hiện đang giảng dạy tại khoa Xã hội học tại Đại học Ahmadu Bello. Công việc của cô khám phá những thách thức mà một nhà nghiên cứu gặp phải khi thẩm vấn sự giao thoa của văn hóa, giới tính, tình dục, luật pháp và tôn giáo.

## Ấn phẩm được chọn
- - Pereira, Charmaine. Gender in the Making of the Nigerian University System. James Currey, 2007.
  - Pereira, Charmaine, editor. Changing Narratives of Sexuality: Contestations, Compliance and Women’s Empowerment. London, New York: Zed Books, 2014.
  - Bennett, Jane, and Charmaine Pereira, editors. Jacketed Women: Qualitative Research Methodologies on Sexualities and Gender in Africa. Tokyo, New York, Paris: United Nations University Press, 2013.
  - Pereira, Charmaine. “Domesticating Women? Gender, Religion and the State in Nigeria Under Colonial and Military Rule.” African Identities 3.1 (2005): 69-94.